# Grandon Rhodes
Grandon Rhodes (Jersey City, 7 agosto 1904 – Encino, 9 giugno 1987) è stato un attore statunitense.
Per il cinema totalizzò dal 1933 al 1965 più di cento partecipazioni mentre per la televisione diede vita a numerosi personaggi in oltre 60 produzioni dal 1945 al 1968. Fu accreditato anche con il nome Grandon R. Rhodes.

## Biografia
Grandon Rhodes nacque a Jersey City, nel New Jersey, il 7 agosto 1904. Debuttò al cinema agli inizi degli anni trenta e in televisione alla fine degli anni quaranta.
Collezionò diverse presenze per il cinema recitando in ruoli più o meno secondari, come il reverendo MacCurdy in L'ombra del dubbio (1943), George Grayson in La nave della morte (1944), l'ispettore Wilson in Perfido inganno (1947), Mr. Edison in Fiesta e sangue (1947), il dottor Ederman in La muraglia delle tenebre (1947), Edward Dixon in The Gentleman from Nowhere (1948), il dottor Mason in Amore selvaggio (1949), Floyd McEvoy in Tutti gli uomini del re (1949), Ken Craig in Nessuna pietà per i mariti (1949), il governatore del Texas Lubbock in L'aquila e il falco (1950), il dottor Charles Langley in Bagliori sulla giungla (1950), il commodoro Barron in I conquistatori della Sirte (1950), il detective O'Brien in Pietà per i giusti (1951), Doc Judson in On Top of Old Smoky (1953), John Owens in La bestia umana (1954), il generale Edmunds in La Terra contro i dischi volanti (1956), Roy Oliphant in Quegli anni selvaggi (1956) e George Blackwell in Rivolta indiana nel West (1960).
Per la TV fu accreditato diverse volte per numerose interpretazioni, tra cui quelle di diversi personaggi presenti in più di un episodio, come Mr. Vanderlip in 14 episodi della serie The George Burns and Gracie Allen Show dal 1953 al 1956 (più altri due episodi con altri ruoli) e il dottor J.P. Martin in diversi episodi della serie Bonanza. Continuò a collezionare molte altre partecipazioni dagli anni cinquanta agli anni 60 in veste di guest star o di interprete di personaggi perlopiù minori in numerosi episodi e spesso interpretando più personaggi per serie. Si possono altresì citare tre episodi di The Public Defender, cinque episodi di Fireside Theatre, tre episodi di Lux Video Theatre, tre episodi di December Bride, quattro episodi di The Jack Benny Program, sette episodi di Lassie e 16 episodi di Perry Mason.
Terminò la carriera televisiva interpretando il giudice Jones nell'episodio Getting Even with Haney della serie La fattoria dei giorni felici che fu mandato in onda il 22 marzo 1967 mentre per gli schermi cinematografici l'ultimo personaggio, non accreditato, a cui dà vita è quello di un professore nel film del 1965 Un leone nel mio letto. Morì a Encino, in California, il 9 giugno 1987.

## Filmografia

### Cinema
- The Operator's Opera (1933)
- Nostradamus and the Queen (1942)
- Rotta sui Caraibi (Ship Ahoy) (1942)
- L'ombra del dubbio (Shadow of a Doubt), regia di Alfred Hitchcock (1943)
- Hit Parade of 1943 (1943)
- Convoglio verso l'ignoto (Action in the North Atlantic) (1943)
- Corvetta K-225 (Corvette K-225) (1943)
- Cinque maniere di amare (Ladies Courageous) (1944)
- La famiglia Sullivan (The Sullivans) (1944)
- Le schiave della città (Lady in the Dark), regia di Mitchell Leisen (1944)
- L'impostore (The Impostor) (1944)
- La nave della morte (Follow the Boys) (1944)
- Sfolgorio di stelle (Sensations of 1945) (1944)
- Raiders of Ghost City (1944)
- Wilson (1944)
- Ragazze indiavolate (The Doughgirls) (1944)
- Sinceramente tua (Practically Yours) (1944)
- Roughly Speaking (1945)
- La barriera d'oro (Nob Hill) (1945)
- La magnifica bambola (Magnificent Doll) (1946)
- Perfido inganno (Born to Kill) (1947)
- Too Many Winners (1947)
- Fiesta e sangue (Ride the Pink Horse) (1947)
- Canto d'amore (Song of Love) (1947)
- La muraglia delle tenebre (High Wall) (1947)
- Si svelarono le stelle (Song of My Heart) (1948)
- Big Town Scandal (1948)
- La grande minaccia (Walk a Crooked Mile) (1948)
- Ladri in guanti gialli (Larceny) (1948)
- The Gentleman from Nowhere (1948)
- Bachelor Blues (1948)
- I quattro rivali (Road House) (1948)
- Blondie's Secret (1948)
- Trouble Preferred (1948)
- Miss Mink of 1949 (1949)
- Tucson (1949)
- I cavalieri dell'onore (Streets of Laredo) (1949)
- Amore selvaggio (Canadian Pacific) (1949)
- Quando torna primavera (It Happens Every Spring) (1949)
- Bersaglio umano (The Clay Pigeon), regia di Richard Fleischer (1949)
- Furia dei tropici (Slattery's Hurricane) (1949)
- La furia umana (White Heat), regia di Raoul Walsh (1949)
- Tutti gli uomini del re (All the King's Men) (1949)
- Nessuna pietà per i mariti (Tell It to the Judge) (1949)
- E col bambino fanno tre (And Baby Makes Three) (1949)
- Ho incontrato l'amore (Dancing in the Dark) (1949)
- The Lady Takes a Sailor (1949)
- Women from Headquarters (1950)
- L'aquila e il falco (The Eagle and the Hawk), regia di Lewis R. Foster (1950)
- Bagliori sulla giungla (The Lost Volcano) (1950)
- L'assalto al treno postale (Wyoming Mail) (1950)
- I conquistatori della Sirte (Tripoli) (1950)
- The Second Face (1950)
- The Du Pont Story (1950)
- Il mistero del V3 (The Flying Missile) (1950)
- Nata ieri (Born Yesterday), regia di George Cukor (1950)
- La setta dei tre K (Storm Warning) (1951)
- Take Care of My Little Girl (1951)
- Stringimi forte fra le tue braccia (Force of Arms) (1951)
- The Guy Who Came Back (1951)
- Avvocati criminali (Criminal Lawyer) (1951)
- Alcool (Come Fill the Cup) (1951)
- Pietà per i giusti (Detective Story), regia di William Wyler (1951)
- La calata dei mongoli (The Golden Horde) (1951)
- Fuga d'amore (Elopement) (1951)
- Torce rosse (Indian Uprising) (1952)
- La vita che sognava (Boots Malone) (1952)
- Nessuno mi salverà (The Sniper) (1952)
- Contrabbando per l'oriente (Cripple Creek) (1952)
- Seduzione mortale (Angel Face) (1953)
- On Top of Old Smoky (1953)
- La maschera di cera (House of Wax) (1953)
- I pirati della metropoli (The System) (1953)
- Assassinio premeditato (A Blueprint for Murder) (1953)
- Solo per te ho vissuto (So Big) (1953)
- Three Sailors and a Girl (1953)
- Lontano dalle stelle (Bad for Each Other) (1953)
- Il segreto degli Incas (Secret of the Incas) (1954)
- Assalto alla terra (Them!) (1954)
- La bestia umana (Human Desire) (1954)
- È nata una stella (A Star Is Born), regia di George Cukor (1954)
- La vendetta del mostro (Revenge of the Creature) (1955)
- Bandiera di combattimento (The Eternal Sea) (1955)
- Flash! cronaca nera (Headline Hunters) (1955)
- Una tigre in cielo (The McConnell Story) (1955)
- L'imputato deve morire (Trial) (1955)
- Gli ostaggi (A Man Alone) (1955)
- Voi assassini (Illegal) (1955)
- I dominatori di Fort Ralston (Texas Lady) (1955)
- Incontro sotto la pioggia (Miracle in the Rain) (1956)
- La Terra contro i dischi volanti (Earth vs. the Flying Saucers) (1956)
- Quegli anni selvaggi (These Wilder Years) (1956)
- Web il coraggioso (Tension at Table Rock) (1956)
- Supplizio (The Rack) (1956)
- I ventisette giorni del pianeta Sigma (The 27th Day) (1957)
- The Wayward Girl (1957)
- Il delinquente del rock and roll (Jailhouse Rock) (1957)
- The Notorious Mr. Monks (1958)
- Sono un agente FBI (The FBI Story), regia di Mervyn LeRoy (1959)
- Il letto di spine (The Bramble Bush) (1960)
- Rivolta indiana nel West (Oklahoma Territory) (1960)
- Tess of the Storm Country (1960)
- Per favore non toccate le palline (The Honeymoon Machine) (1961)
- Quando l'amore se n'è andato (Where Love Has Gone) (1964)
- Un leone nel mio letto (Fluffy) (1965)

### Televisione
- Abe Lincoln in Illinois: Act II – film TV (1945)
- Winterset – film TV (1945)
- The Living Christ Series (1951)
- Squadra mobile (Racket Squad) – serie TV, 2 episodi (1952-1953)
- Fireside Theatre – serie TV, 5 episodi (1952-1955)
- Gruen Guild Playhouse – serie TV, un episodio (1952)
- Sky King – serie TV, un episodio (1952)
- Lux Video Theatre – serie TV, 3 episodi (1953-1956)
- The George Burns and Gracie Allen Show – serie TV, 16 episodi (1953-1956)
- City Detective – serie TV, un episodio (1953)
- Family Theatre – serie TV, un episodio (1953)
- I'm the Law – serie TV, un episodio (1953)
- Footlights Theater – serie TV, un episodio (1953)
- Schlitz Playhouse of Stars – serie TV, un episodio (1953)
- The Ford Television Theatre – serie TV, 2 episodi (1953)
- Cavalcade of America – serie TV, 2 episodi (1953)
- December Bride – serie TV, 3 episodi (1954-1959)
- The Public Defender – serie TV, 3 episodi (1954)
- The 20th Century-Fox Hour – serie TV, 4 episodi (1955-1957)
- The Jack Benny Program – serie TV, 4 episodi (1955-1961)
- It's a Great Life – serie TV, un episodio (1955)
- You Are There – serie TV, un episodio (1955)
- Stage 7 – serie TV, episodio 1x18 (1955)
- Crusader – serie TV, episodio 1x04 (1955)
- Lassie – serie TV, 7 episodi (1956-1959)
- I segreti della metropoli (Big Town) – serie TV, un episodio (1956)
- Papà ha ragione (Father Knows Best) – serie TV, un episodio (1956)
- General Electric Theater – serie TV, episodio 4x29 (1956)
- General Electric Summer Originals – serie TV, un episodio (1956)
- The Adventures of Dr. Fu Manchu – serie TV, un episodio (1956)
- Telephone Time – serie TV, episodio 2x15 (1956)
- Perry Mason – serie TV, 16 episodi (1957-1966)
- Make Room for Daddy – serie TV, un episodio (1958)
- The People's Choice – serie TV, un episodio (1958)
- The Adventures of Jim Bowie – serie TV, un episodio (1958)
- How to Marry a Millionaire – serie TV, un episodio (1958)
- Frontier Doctor – serie TV, un episodio (1958)
- Steve Canyon – serie TV, episodio 1x10 (1958)
- Alcoa Theatre – serie TV, 2 episodi (1959-1960)
- U.S. Marshal – serie TV, un episodio (1959)
- Disneyland – serie TV, un episodio (1959)
- Avventure in fondo al mare (Sea Hunt) – serie TV, un episodio (1959)
- Lawman – serie TV, un episodio (1959)
- Tightrope – serie TV, un episodio (1959)
- Bonanza – serie TV, 26 episodi (1960-1967)
- The Deputy – serie TV, un episodio (1960)
- Dennis the Menace – serie TV, un episodio (1960)
- Bachelor Father – serie TV, un episodio (1960)
- Outlaws – serie TV, episodio 1x02 (1960)
- Scacco matto (Checkmate) – serie TV, episodio 1x06 (1960)
- Thriller – serie TV, episodio 1x15 (1960)
- Laramie – serie TV, un episodio (1961)
- Carovana (Stagecoach West) – serie TV, episodio 1x24 (1961)
- Alfred Hitchcock presenta (Alfred Hitchcock Presents) – serie TV, un episodio (1961)
- 87ª squadra (87th Precinct) – serie TV, un episodio (1961)
- Pete and Gladys – serie TV, episodio 2x28 (1962)
- Corruptors (Target: The Corruptors) – serie TV, episodio 1x31 (1962)
- Mister Ed, il mulo parlante (Mister Ed) – serie TV, un episodio (1962)
- Il dottor Kildare (Dr. Kildare) – serie TV, un episodio (1962)
- Ripcord – serie TV, episodio 2x14 (1963)
- The Many Loves of Dobie Gillis – serie TV, un episodio (1963)
- The Beverly Hillbillies – serie TV, 2 episodi (1965-1968)
- Laredo – serie TV, un episodio (1965)
- Per favore non mangiate le margherite (Please Don't Eat the Daisies) – serie TV, un episodio (1966)
- Il fuggiasco (The Fugitive) – serie TV, un episodio (1966)
- La fattoria dei giorni felici (Green Acres) – serie TV, 2 episodi (1967)